# Wapen van bisdom 's-Hertogenbosch

Het wapen van het bisdom 's-Hertogenbosch

Het wapen van het bisdom 's-Hertogenbosch werd op 11 april 2001 geregistreerd. Het wapen vertoont het symbool van de patroonheilige, Johannes de Evangelist, van het bisdom 's-Hertogenbosch: een zwarte adelaar. Het wapen is in 2001 pas geregistreerd, maar werd sinds de oprichting van het bisdom in 1561 al gebruikt. In 1721 werd het wapen nogmaals genoemd, maar dat jaar werd het wapen niet gedekt door een mijter, maar door een bisschopshoed.
In 1853 werd het bisdom opnieuw opgericht, vanaf dat jaar werd het wapen weer veelvuldig gebruikt.

## Blazoen
De beschrijving van het bisdomswapen luid als volgt:
In goud een arend met geopende, naar boven gerichte vlucht, houdende een inktkoker in de snavel, alles van sabel. Het schild gedekt met een gouden, met edelstenen bezette mijter, waarvan ter weerszijden van het schild twee gouden, van keel gevoerde linten met gouden franje afhangen, de uiteinden beladen met een breedarmig kruisje van keel; achter het schild, schuingekruist, een gouden kromstaf, de krul naar buiten gericht, en een gouden, met edelstenen bezet kruis met lelievormige uiteinden.
Het schild is van goud en vertoont een zwarte arend. Deze houdt de vleugels omhoog alsof deze op wil vliegen. De arend houdt in de snavel een inktkoker vast. Het schild wordt gedekt door een gouden mijter. Aan weerszijden van het schild hangen twee linten, behorende bij de mijter, naar beneden. De linten zijn rood gevoerd en hebben gouden franje. De uiteinden van de linten hebben rode breedarmige kruisjes. Achter het schild staan schuin een gouden kromstaf, waarvan de krul naar buiten gericht is, en een gouden kruis. Het kruis is bezet met edelstenen en de uiteinden zijn lelievormig.